# Kraussia
Kraussia là một chi thực vật có hoa trong họ Thiến thảo (Rubiaceae).

## Loài
Chi Kraussia gồm các loài: